# Melodie des Herzens
Melodie des Herzens ist ein in Ungarn spielender Kinofilm aus dem Jahre 1929. Er gilt als der weltweit erste deutsche komplett vertonte Spielfilm. Unter der Regie von Hanns Schwarz spielen Dita Parlo und Willy Fritsch die Hauptrollen.

## Handlung
Der junge ungarische Husar János, Nachkomme armer Bauersleute, spart auf ein Pferd, mit dem er eines Tages einen bescheidenen Wohlstand erreichen will. Er möchte das Militär verlassen, mit dem Pferd ein kleines Fuhrunternehmen aufbauen und in naher Zukunft auch heiraten und vielleicht eine Familie gründen. Als er eines Tages das scheue, 16-jährige Bauernmädchen Julia Balog kennenlernt, ist es um ihn geschehen. Rasch verlieben sich beide ineinander. Julia arbeitet als Dienstmädchen in der großen Stadt und ist aus Liebe bereit, János ihr frugales Einkommen von gerade einmal 20 Pengő für den Kauf eines Pferdes zur Verfügung zu stellen. Es ist eine Investition in beider gemeinsame Zukunft.
Doch das junge, fragile Glück wird rasch auf eine harte Probe gestellt. Julia verliert ihre Arbeit, da sie sich bei ihrer Rückkehr von János verspätet hatte. Ab sofort lebt sie nur noch von ihren Ersparnissen und gerät schließlich in die Fänge einer Puffmutter, ihrer Zimmervermieterin Frl. Czibulka, die sie in die Prostitution treibt. Trotz dieses gesellschaftlichen Abstiegs bewahrt sich das Mädchen ihr reines Herz und die Liebe zu János. Der gerät eines Tages über seine Soldatenkameraden in das Freudenhaus, in dem Julia arbeitet, und glaubt, seinen Augen nicht mehr zu trauen. Maßlos enttäuscht, haut er sein verbliebenes Geld auf den Kopf, während Julia mit ihrem jüngst verdienten Geld ein preisgünstiges Pferd erwirbt. Dann stürzt sie sich in selbstmörderischer Absicht in die Donau. Das Pferd bleibt am Ufer zurück. An seinem Hals baumelt ein Abschiedsbrief, in dem Julia János alles erklärt und ihm das Pferd schenkt.

## Hintergrund
Melodie des Herzens war der erste 100-prozentige Tonfilm der Ufa und leitete damit den Übergang von der Stummfilm-Ära zum Tonfilm ein. Der erste gesprochene Satz geht Schauspieler Willy Fritsch über die Lippen: „Ich spare nämlich auf ein Pferd.“
Die Dreharbeiten begannen im Juni 1929 und endeten im September desselben Jahres. Produzent Erich Pommer übernahm auch die Produktionsleitung, assistiert von Max Pfeiffer, der außerdem die Leitung der Aufnahmen in Ungarn innehatte. Für den Ton zeichnete Fritz Thiery verantwortlich, die Filmbauten stammen von Erich Kettelhut. Die Arbeitstitel des Films waren Melodie des Lebens und Sonntag um halb vier.
Während die Innenaufnahmen im 1928 neu errichteten, so genannten „Tonkreuz“ auf dem Gelände der Ufa-Ateliers in Neubabelsberg gedreht wurden, dem heutigen Studio Babelsberg in Potsdam, entstanden die Außenaufnahmen auf dem Land in Ungarn, sowie in Budapest.
Zeitgleich wurden von dem Film drei weitere Versionen in englischer (Melody of the Heart), französischer (Mélodie du cœur) und in  ungarischer Sprache (Vasárnap délután) hergestellt.
Die Texte zu Werner Richard Heymanns Melodien stammen unter anderem von Hans Székely, Fritz Grünbaum, Fritz Rotter, Arthur Rebner und Fritz Löhner-Beda.
In Deutschland lief Melodie des Herzens am 16. Dezember 1929 in Berlins Ufa-Palast am Zoo an und wurde – nicht zuletzt wegen seiner unterschiedlichen Sprachversionen – in Europa ein Erfolg und zum Klassiker.

## Lieder im Film
- Bin kein Hauptmann, bin kein großes Tier… (Foxtrott von Paul Abraham), gesungen von Willy Fritsch
- Heut’ komm’ ich zu Dir, mein Mädel… und Frühlingslied (beide Werner R. Heymann)
- Komm und tanz mit mir… und Sonntag komm’ ich zu Dir… (beide Robert Stolz)
- Sieben Sterne hat der Große Bär… (Viktor Gertler)

## Kritiken
Karlheinz Wendtland schrieb in seinem Buch Geliebter Kintopp: „Kurz vor Weihnachten 1929 sahen Fachwelt und Publikum voller Spannung auf den ersten von der Ufa angekündigten ‚Tonfilm aus einem Guß‘. Die Hoffnungen sollten nicht enttäuscht werden. Er trat seinen Siegszug um die Welt an, in deutscher, französischer, englischer und ungarischer Version.“ Wendtland meinte, der Filmstoff gehe „ans Herz“, und Hanns Schwarz habe „aus Land und Leuten einen stimmungsvollen Film geschaffen, der seine Wirkung auf das Publikum nicht verfehlt“ habe. Zum ersten Mal habe man den „Leinwandliebling Willy Fritsch“ im Kino singen hören können.
Paul Ickes verwies in der Filmwoche auf einige Wunden des frühen Tonfilms und bemerkte: „Beginnen ein paar Personen zu sprechen, so setzt zehn Sekunden vorher zumeist ernste Gefaßtheit der Natur ein: man wittert, jetzt soll gesprochen werden. Und die Worte kommen schwer und schwerfällig heraus. Und damit ist der Kern berührt: […] aber worüber wir nicht hinwegkommen […], das ist die unglaubliche Trägheit des Lautsprechers. Die Stimmen haben keine Resonanz, keine Echtheit. Der Klang vervielfältigt an hartem Material, wird gesteigert durch soundsoviele Volt Spannung und vollkommen mechanisiert.“

„Die Tonfilmskeptiker müssen schweigen. Die Existenzberechtigung und die Erfolgsmöglichkeit des singenden und sprechenden Bildes ist nunmehr auch für Deutschland klar erwiesen. Das Talkie ist aus dem Stadium des Experiments heraus. Ziel, Richtung und Methodik des Tonfilms zeichnen sich klar und deutlich in der ‚Melodie des Herzens‘ ab. Diese ungarische Liebesgeschichte ist nicht etwa nur mit mechanischer Musik untermalt. Es handelt sich nicht darum, daß hier und da ein paar Geräusche genau so photographiert wurden wie das Bild. Man schuf etwas ganz Neues. Nahm Sprache, Geräusch, Wort und Gesang genau so voll wie das Spiel an sich, wie die Szenerie und das Photo. […] Man kommt gar nicht erst auf die Frage, ob es sich um Originaltonaufnahmen oder nachsynchronisierte Stellen handelt. Es stört sogar nicht, daß bei zwei oder drei Stellen der Synchronismus nicht absolut genau funktioniert. Es ist das ganze Bild, das begeistert. Herrlich photographiert. Eine Sinfonie schöner Bilder aus Budapest und der Puszta. Die weite, große Steppe tut sich auf. Die phantastischen ungarischen Ziehbrunnen ragen gen Himmel. Zahllose Herden weiden, und das seltsame Horn des Csikós und des Gulyás erklingt melancholisch, bis es dann plötzlich von einem wilden Czardas abgelöst wird.“

„Unglücklicher Film, weil man alle wohlbekannten Fehler des stummen Films (im Manuskript) wiederholte. Und außerdem mit dem Ton einen aussichtslosen Kampf führte. Das Mikrophon, einmal ganz in bezug zum Film gestellt, kam mit der Kamera nicht mit. So keuchte es hinterher. Das alles hätte der Autor vermeiden müssen, schon beim Manuskript. Es gibt Beispiele dafür, daß sich das vermeiden läßt. Zwischen reiner Theaterregie und reiner Filmregie klafft ein Abgrund. Hanns Schwarz konnte ihn nicht überbrücken. Also führte er Theaterregie, wenn die Figuren zu reden und zu singen begannen. […] Doch ist seine Arbeit, vom Prinzipiellen einmal abgesehen, doch saubere Arbeit und geschickte Arbeit. Jede Einzelheit ist gut, jede Szene dramaturgisch fehlerfrei gebaut, effektvoll unterstrichen. Aber Längen sind da, und das Ganze ist langatmig. Es fehlt die Freiheit in Ton und Szene, beide sind gegenseitig versklavt.“

„Alle Hoffnungen wurden erfüllt: herrliche Photographie, meisterhafte Bildgestaltung, wunderbare Bilder aus dem unbekannten, verträumten Ungarn, Sprache, Musik, Lieder, Geräusche, Willy Fritsch, Dita Parlo […], alles singt und spricht in ‚Melodie des Herzens‘“